# Aion V
GAC Aion V – elektryczny samochód osobowy typu crossover klasy średniej produkowany pod chińską marką GAC Aion w latach 2020–2022 i jako Aion V od 2022 roku. Od 2024 roku produkowana jest druga generajca modelu.

## Pierwsza generacja

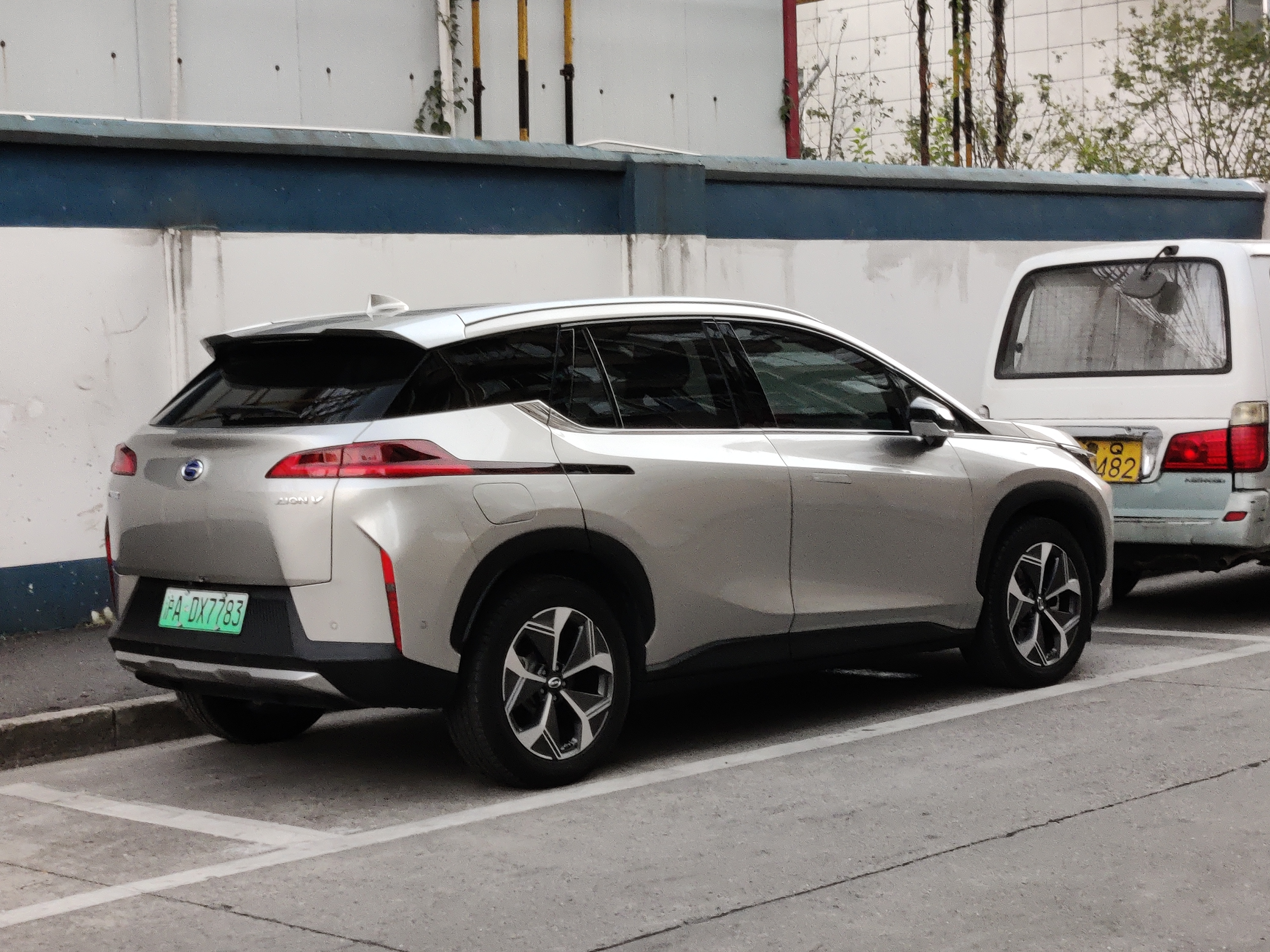
GAC Aion V I - tył

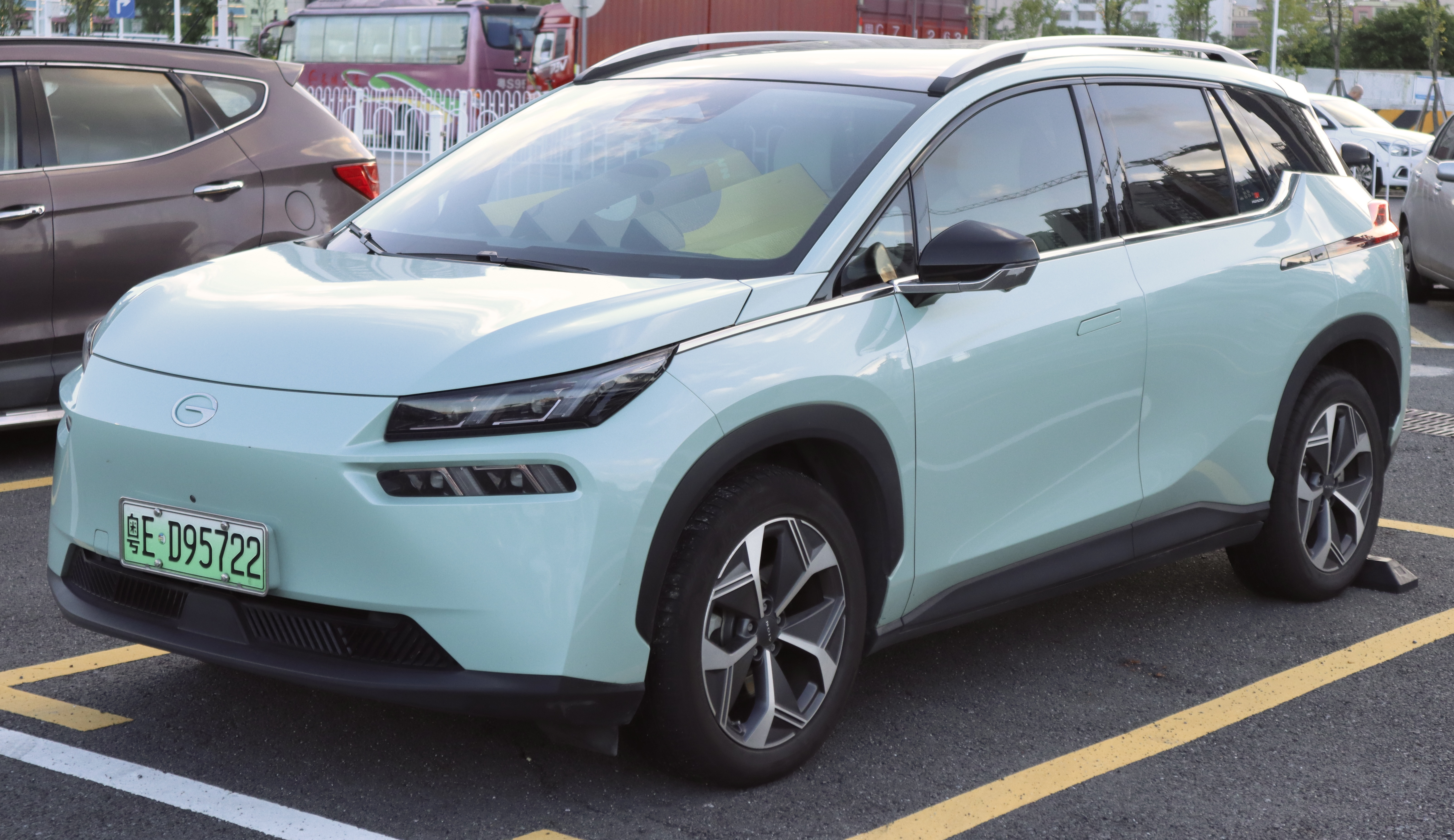
Aion V Plus po liftingu

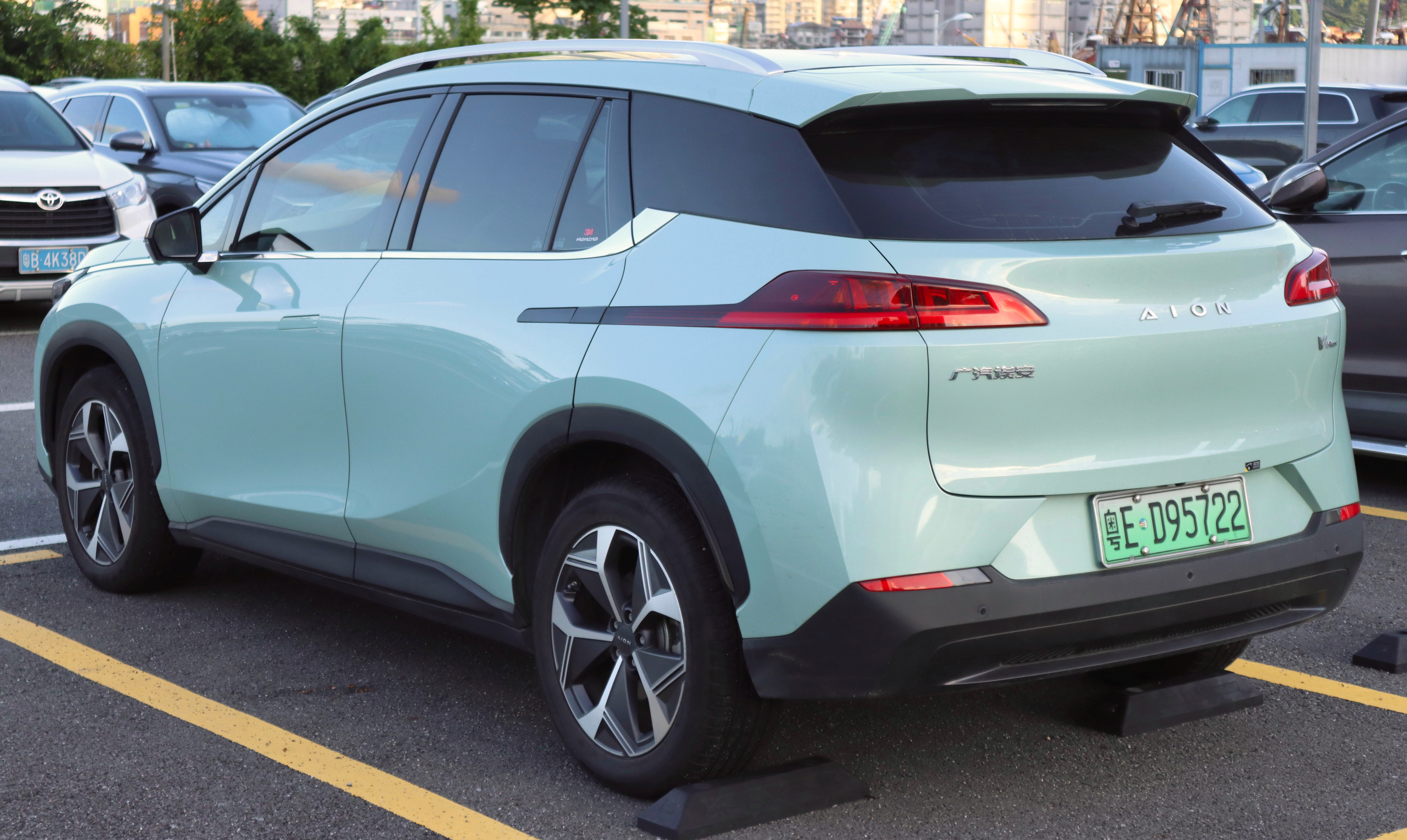
Aion V Plus - tył po liftngu

GAC Aion V I został zaprezentowany po raz pierwszy w 2020 roku.
Model "V" uzupełnił gamę skoncentrowanj na samochodach elektrycznych filii GAC Aion jako wówczas trzeci produkt w gamie. Ponownie przyjął on funkcję średniej wielkości crossovera plasującego się w ofercie poniżej przedstawionego przed rokiem, większego modelu LX. GAC Aion V zyskał inne detale w stosunku do dotychczasowych modeli, zyskując tym razem dwurzędowe reflektory w formie dwóch sąsiadujących ze sobą wąskich kloszy. Z tyłu pojawiły się z kolei podłużne lampy z poprzeczkami połączonymi z przetłoczeniem biegnącym przed nadkole. 
Samochód wyposażono w radary wspierające kierowcę na zasadzie półautonomicznej jazdy, a także takie rozwiązania jak chowane klamki, panoramiczne okno dachowe czy możliwość personalizacji stylizacji o dodatkowe akcenty kolorystyczne. Kabina pasażerska została zdominowana przez dwa zespolone wyświetlacze pełniące kolejno funkcję cyfrowych zegarów, a następnie systemu multimedialnego obsługującego nowy wówczas system map w jakości HD czy system Huawei 5G.

### Lifting
Już półtora roku po premierze, we wrześniu 2021, samochód przeszedł obszerną restylizację, przy okazji której przeszedł korektę nazwy na Aion V Plus w ramach polityki odchodzenia od członu "GAC". Pas przedni zyskał bardziej zwartą stylizację, pozbawioną chromowanych ozdobników i poprzeczek, a także przemodelowane reflektory i tylny zderzak. Dodatkowo przeprojektowano deskę rodzielczą, stosując większy ekran systemu multimedialnego i inne materiały wykończeniowe. Układ napędowy zyskał nowocześniejszą architekturę ładowania, która umożliwiła szybsze uzupełnianie energii - od 0 do 80% w 16 minut.

### Sprzedaż
Podobnie jak inne modele GAC Aion, tak i model V trafił do sprzedaży z ograniczeniem do wewnętrznego rynku chińskiego. Dostawy pierwszych egzemplarzy rozpoczęły się w czerwcu 2020 roku, w ciągu kolejnych 4 lat zdobywając duża popularność i do końca 2023 roku sprzedając się w 78 667 sztukach.

### Dane techniczne
GAC Aion V został wyposażony w układem elektryczny napędzany silnikiem o mocy 184 KM i maksymalnym momencie obrotowym wynoszącym 350 Nm. Podstawowa, najmniejsza bateria o pojemności 60 kWh pozwoliła na osiągnięcie maksymalnego zasięgu 400 kilometrów według chińskiego cyklu pomiarowego. Kolejna, 70 kWh, umożliwiła na przejechanie do 500 kilometrów, a topowa 73 kWh na maksymalnie 530 kilometrów.

## Druga generacja

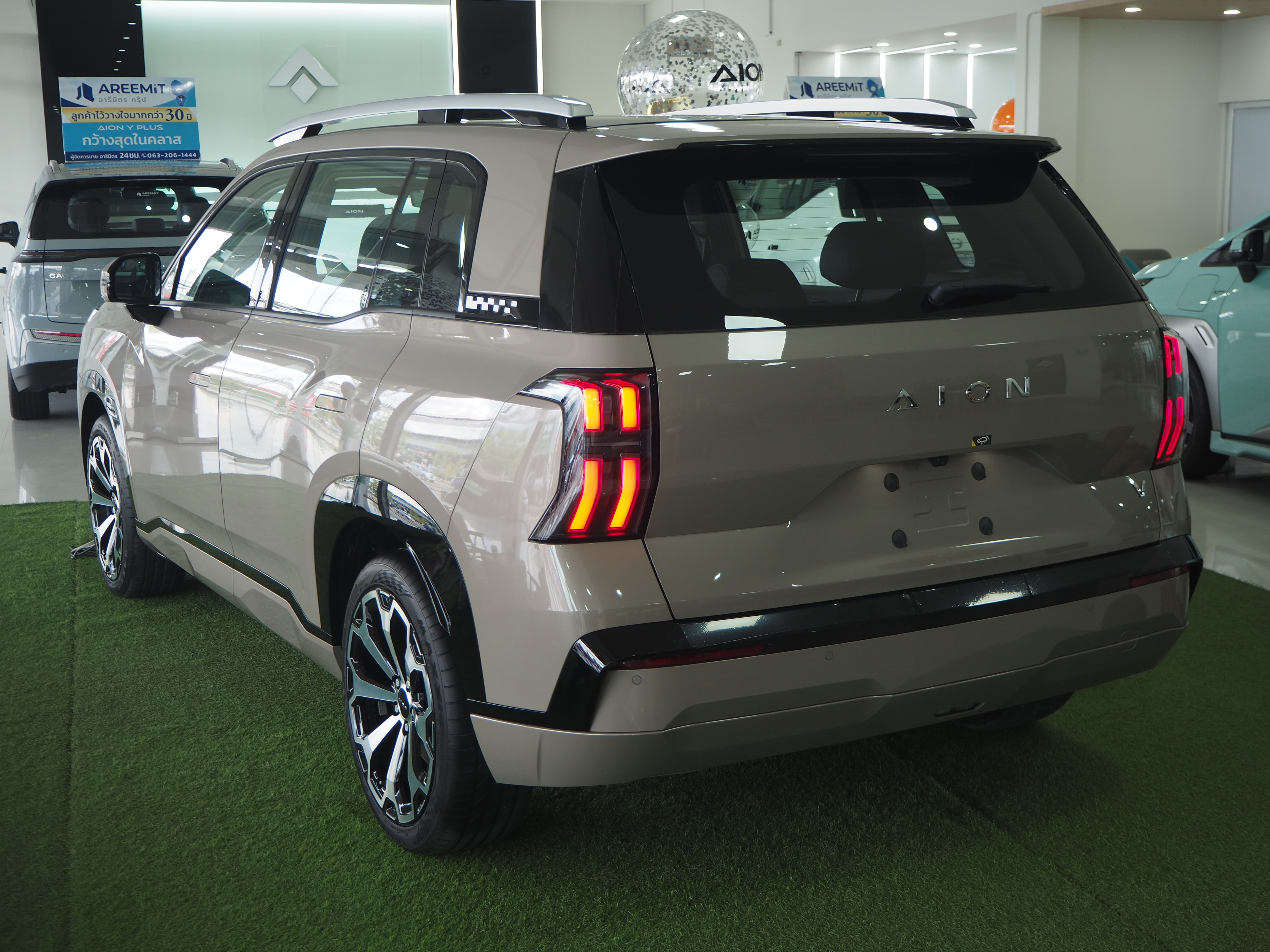
Aion V II - tył

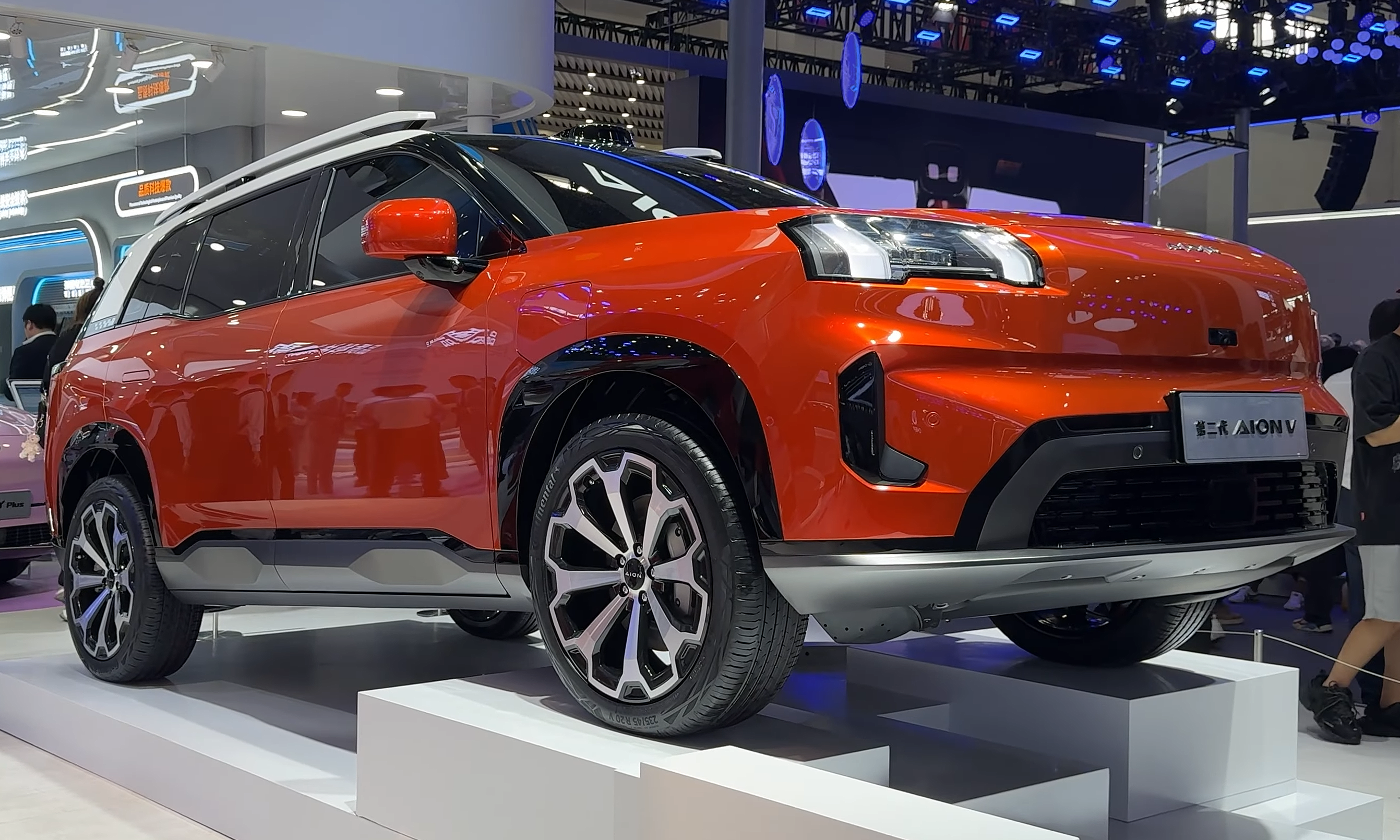
Aion V II podczas premiery

Aion V II został zaprezentowany po raz pierwszy w 2024 roku.
Po 4 latach produkcji GAC Aion zdecydował się zastąpić "V" zupełnie nowym wcieleniem. Całkowicie porzucono koncepcję stylistyczną poprzednika, odchodząc od ostrych linii i zaokrąglonego nadwozia na rzecz bardziej kanciastych oraz masywnych proporcji. Charakterystyczny, ścięty przód przyozdobiły wysoko osadzone reflektory, z kolei tylną część nadwozia zwieńczyły pionowe, wysokie lampy. Jako pierwszy model w historii linii samochód całkowicie porzucił emblematy macierzystego GAC na rzecz oznaczeń wyłącznie z nazwą "Aion".
Obszerne, przeszklone nadwozie zwieńczył opcjonalny szklany dach, z kolei wygospodarowanie obszernej przestrzeni dla pasażerów umożliwiło zastosowanie nowej modułowej platformy koncernu GAC Group "AEP". Nadwozie przekroczyło w ten sposób 4,6 metra długości, z 2,77 metrowym rozstawem osi.
Kabina pasażerska została utrzymana w prostej estetyce, z wysoko poprowadzonym tunelem środkowym płynnie połączonym z deską rozdzielczą. Tę zdominował dotykowy, 14,6-calowy ekran systemu multimedialnego, a kolejny wyświetlacz pełniący funkcję cyfrowych wskaźników znalazł się przed dwuramienną kierownicą.

### Sprzedaż
Aion V drugiej generacji jako pierwszy model firmy został zbudowany od podstaw także z myślą o rynkach eksportowych. W pierwszej kolejności trafił on jednak do sprzedaży w rodzimych Chinach pod koniec lipca 2024 roku, w momencie debiutu pozostając w równoległej sprzedaży z dotychczasową generacją. Ponadto samochód trafił też do produkcji w nowo otwartej wówczas fabryce GAC Aion w Tajlandii.

### Dane techniczne
Podobnie jak w przypadku poprzednika Aion V II został samochodem w pełni elektrycznym, z 181-konnym silnikiem jako główne źródło napędu. Akumulator dostarczyła firma CATL, obsługując architekturę 400-wolotwą pozwalającą na uzupełnienie do 60% baterii w 15 minut.